# 逆合成解析
逆合成解析（ぎゃくごうせいかいせき、英: Retrosynthetic analysis）は、有機合成化学の多段階合成において、目的とする化合物を得るための効率的な合成経路を決定する方法である。これは目的とする分子を単純な構造の前駆体へと合理的に切り分けることによりなされる。最終的には、同様な手法を繰り返すことにより、各々の前駆体を入手容易な、もしくは市販されている化合物へと導く。イライアス・コーリーはこの概念を彼の著書に記している。この逆合成によって得られる合成可能なルートは一つないしはそれ以上のものになる可能性があるが、その中でもより論理的かつ合理的な逆合成を行うことが重要である。

## 用語の定義
結合の切断逆合成解析においては、結合の切断により二つないしはそれ以上のシントンに導くことが含まれる。
逆合成の系統樹ある一つの合成目的物に対して行われる逆合成の系統的な図。
シントン理想的な分子の断片のこと。シントンと対応する市販の合成等価体を下図に示す。

トランスフォーム実際に行う合成反応とは逆の操作。白抜きの矢印で過程を示す。

レトロン周知の反応によって得られる最小単位の構造のこと。
ターゲット目的とする最終生成物。

## 実例
逆合成の概念を容易に理解するための例を下図に挙げた。
フェニル酢酸の合成を計画するにあたって逆合成解析により2つのシントン、すなわち、求核的な−COOHと求電子的なPhCH2+が考えられる。もちろんこれらのシントンは本質的には存在し得ないが、関連する合成等価体から得られるものと考える。このケースではシアニドアニオンが−COOHの合成等価体であり、一方で臭化ベンジルがPhCH2+の合成等価体である。
逆合成解析により決定されたフェニル酢酸の合成は次のようになる。
1. PhCH2Br + NaCN → PhCH2CN + NaBr
2. PhCH2CN + 2 H2O → PhCH2COOH + NH3

## 逆合成におけるその戦略

### トランスフォームに基づいた戦略
トランスフォームをもとにした戦略においては、より複雑なターゲット分子を単純な分子へと導くことが鍵となる。しかしながら、様々なトランスフォームを経たとしても、複雑な構造の化合物からレトロンへと導かれるとは限らないことから、それを確立するために多工程が必要となる。

### 構造目標に基づいた戦略
中間体として可能性のある構造の構築、もしくは出発物質として可能性のある構造に注目した上でターゲット分子と組み合わせて考えられる戦略。逆合成における二方向（逆合成と実際の合成）での検索が可能となる。

### トポロジカルな戦略
一つ以上の独立した結合の切断、もしくは相関関係にある結合の切断を明らかにすること。トポロジカルな戦略では鍵となる部分構造を認識したり、転位反応を用いることへと導かれる可能性がある。

### 立体化学的な戦略
多くのターゲット分子には異なった立体中心があり、その制御が要求される。 立体化学的な戦略はこれら立体中心の要素を取り除いたり移動させる、もしくは減少させることによりターゲットを単純化する。

### 官能基に基づく逆合成戦略
官能基に基づく戦略においてはターゲットとなる分子の複雑さを顕著に減少させることが可能となる。